# ایستگاه متروی امام حسین (تبریز)
ایستگاه متروی امام حسین یکی از ایستگاه‌های متروی تبریز است که در بلوار اشرفی لاله، محله لاله، میدان امام حسین واقع شده‌است. این ایستگاه، ایستگاه شمارهٔ ۱۶ خط یک است و در تاریخ ۲۸ آذر ۱۳۹۹ افتتاح شد.

## مشخصات
ایستگاه متروی امام حسین در میدان امام حسین و در خط ۱ متروی تبریز قرار گرفته و از نوع عمیق است. مساحت کل ایستگاه ۹۵۹۳ متر مربع و دارای ۲ طبقه و ۳ ورودی است.